# 拉科韋茨 (克列梅涅茨區)
49°49′48″N 25°42′44″E / 49.83000°N 25.71222°E
拉科韋茨（羅馬化：Rakovets）是烏克蘭西部捷爾諾波爾州克列梅涅茨區維什內韋茨市鎮的村莊，面積3.47平方公里，2001年人口792，人口密度每平方公里228.2人。